# Comayagua
Comayagua è una città dell'Honduras, capoluogo del dipartimento omonimo.

## Storia
La città è stata fondata il 7 dicembre 1537 da Alonso de Cáceres, un conquistador agli ordini di Francisco De Montejo, governatore dello Yucatán. Dal 1540 fu capoluogo della provincia dell'Honduras all'interno della capitaneria generale del Guatemala. Con l'indipendenza dalla Spagna dell'Repubblica Federale del Centro America Comayagua divenne la capitale dello stato dell'Honduras. Con il dissolvimento della repubblica centroamericana nel 1838 e la nascita dell'Honduras indipendente la città fu eletta assieme a Tegucigalpa come capitale del paese. Questo dualismo terminò nel 1880, anno in cui Tegucigalpa fu scelta definitivamente dal presidente Marco Aurelio Soto come capitale nazionale.
Nel febbraio 2012 un incendio nella prigione cittadina ha ucciso 361 persone.

## Monumenti e luoghi d'interesse

### Architetture civili
- Palazzo Municipale

### Architetture religiose
- Cattedrale dell'Immacolata Concezione, costruita nel XVII secolo in forme barocche, possiede il più antico orologio dell'America[4] ed è sede della diocesi di Comayagua.
- Chiesa della Carità
- Chiesa della Mercede
- Chiesa di San Francesco
- Chiesa di San Sebastiano

## Amministrazione

### Gemellaggi
- Cúcuta
- Boise